# Koutajärvi
Koutajärvi är en sjö i Finland. Den ligger i kommunen Keitele i landskapet Norra Savolax, i den centrala delen av landet, 300 km norr om huvudstaden Helsingfors. Koutajärvi ligger 120,9 meter över havet. Den är 12 meter djup. Arean är 10,03 kvadratkilometer och strandlinjen är 23,29 kilometer lång. Sjön är omkring 7 kilometer lång. Sjön  ingår i Kymmene älvs huvudavrinningsområde.   Sjön avvattnas via Koutajoki till Nilakka.
Sjön bildades i en uteroderad sänka för ungefär 7000 år sedan, då inlandsisen drog sig tillbaka från trakterna. Sjön har ett gott pH-värde och myllrar av liv. I sjön finns abborre, mört, gädda, gärs, sutare, sarv, gös, öring, braxen, sik och inplanterad ädelfisk (regnbågsforell).[källa behövs] Sjön har ett siktdjup på 1 till 2 meter.[källa behövs]
I omgivningarna runt Koutajärvi växer i huvudsak blandskog.